# Mateusz Wdowiak
Mateusz Wdowiak (ur. 28 sierpnia 1996 w Krakowie) – polski piłkarz, występujący na pozycji pomocnika.

## Kariera klubowa

### Cracovia
Wdowiak rozpoczynał karierę w młodzieżowych drużynach Cracovii. W pierwszej drużynie krakowskiego klubu zadebiutował wiosną 2015. Pierwszego gola dla drużyny seniorskiej strzelił 20 marca 2016, w 48. minucie zremisowanego 2:2 meczu z Pogonią Szczecin.
24 lipca 2020 w finale Pucharu Polski z Lechią Gdańsk (3:2 po dogrywce) strzelił zwycięskiego gola, dzięki czemu Cracovia po raz pierwszy w swojej historii zdobyła to trofeum.

### Sandecja Nowy Sącz
W styczniu 2017 Wdowiak został do końca sezonu 2016/17 wypożyczony do grającej na drugim poziomie ligowym Sandecji. Pomógł temu klubowi awansować po raz pierwszy w jego dziejach do Ekstraklasy.

### Raków Częstochowa
Od 2021 do 5 sierpnia 2023 piłkarz Rakowa Częstochowa, z którym wywalczył mistrzostwo, dwa Puchary Polski, dwa Superpuchary Polski.

### Zagłębie Lubin
Na początku sezonu 2023/2024 Wdowiak w Rakowie grał coraz mniej, stąd w sierpniu 2023 zdecydował się na przejście do Zagłębia Lubin. Podpisał kontrakt do roku 2026. 

## Statystyki kariery
(aktualne na dzień 23 lutego 2025)
| Klub                      | Sezon              | Liga               | Liga  | Liga   | Puchar | Puchar | Europa | Europa | Suma  | Suma   |
| Klub                      | Sezon              | Liga               | Mecze | Bramki | Mecze  | Bramki | Mecze  | Bramki | Mecze | Bramki |
| ------------------------- | ------------------ | ------------------ | ----- | ------ | ------ | ------ | ------ | ------ | ----- | ------ |
| Cracovia                  | 2014/15            | Ekstraklasa        | 12    | 0      | 1      | 0      | –      | –      | 13    | 0      |
| Cracovia                  | 2015/16            | Ekstraklasa        | 16    | 1      | 3      | 0      | –      | –      | 19    | 1      |
| Cracovia                  | 2016/17            | Ekstraklasa        | 13    | 1      | 1      | 0      | 2      | 0      | 16    | 1      |
| Sandecja Nowy Sącz (wyp.) | 2016/17            | I liga             | 15    | 1      | 0      | 0      | –      | –      | 15    | 1      |
| Cracovia                  | 2017/18            | Ekstraklasa        | 26    | 1      | 2      | 0      | –      | –      | 28    | 1      |
| Cracovia                  | 2018/19            | Ekstraklasa        | 34    | 3      | 1      | 0      | –      | –      | 35    | 3      |
| Cracovia                  | 2019/20            | Ekstraklasa        | 29    | 2      | 5      | 4      | 2      | 0      | 36    | 6      |
| Cracovia                  | 2020/21            | Ekstraklasa        | 3     | 0      | 1      | 1      | 1      | 0      | 5     | 1      |
| Cracovia II               | 2020/21            | III liga           | 3     | 0      | –      | –      | –      | –      | 3     | 0      |
| Raków Częstochowa         | 2020/21            | Ekstraklasa        | 9     | 0      | 1      | 0      | –      | –      | 10    | 0      |
| Raków Częstochowa         | 2021/22            | Ekstraklasa        | 33    | 7      | 7      | 4      | 5      | 0      | 45    | 11     |
| Raków Częstochowa         | 2022/23            | Ekstraklasa        | 30    | 3      | 3      | 1      | 6      | 1      | 39    | 5      |
| Raków Częstochowa         | 2023/24            | Ekstraklasa        | 1     | 0      | 0      | 0      | 2      | 0      | 3     | 0      |
| Raków Częstochowa         | Łącznie            | Łącznie            | 73    | 10     | 11     | 5      | 13     | 1      | 87    | 16     |
| Zagłębie Lubin            | 2023/24            | Ekstraklasa        | 28    | 5      | 2      | 0      | –      | –      | 30    | 5      |
| Zagłębie Lubin            | 2024/25            | Ekstraklasa        | 22    | 4      | 3      | 0      | –      | –      | 25    | 4      |
| Ogólnie w karierze        | Ogólnie w karierze | Ogólnie w karierze | 274   | 28     | 30     | 10     | 18     | 1      | 322   | 39     |

## Sukcesy

### Klubowe
Sandecja Nowy Sącz
- Mistrzostwo I ligi: 2016/17

#### Cracovia
- Puchar Polskiː 2019/2020

#### Raków Częstochowa
- Mistrzostwo Polskiː 2022/2023[7]
- Puchar Polski: 2020/2021, 2021/2022
- Superpuchar Polski: 2021, 2022
- Wicemistrzostwo Polskiː 2020/2021, 2021/2022
- Finalista Pucharu Polski: 2022/2023[8]